# Czosnów (gemeente)
De gemeente Czosnów is een landgemeente in het Poolse woiwodschap Mazovië, in powiat Nowodworski (Mazovië).
De zetel van de gemeente is in Czosnów.
Op 30 juni 2004 telde de gemeente 8626 inwoners.

## Oppervlakte gegevens
In 2002 bedroeg de totale oppervlakte van gemeente Czosnów 128,34 km², waarvan:
- agrarisch gebied: 58%
- bossen: 28%

De gemeente beslaat 18,56% van de totale oppervlakte van de powiat.

## Demografie
Stand op 30 juni 2004:
| Omschrijving                   | Totaal | Totaal | Vrouwen | Vrouwen | Mannen | Mannen |
| ------------------------------ | ------ | ------ | ------- | ------- | ------ | ------ |
| eenheid                        | aantal | %      | aantal  | %       | aantal | %      |
| inwoners                       | 8626   | 100    | 4370    | 50,7    | 4256   | 49,3   |
| bevolkingsdichtheid (inw./km²) | 67,2   | 67,2   | 34,1    | 34,1    | 33,2   | 33,2   |

In 2002 bedroeg het gemiddelde inkomen per inwoner 1432,34 zł.

## Plaatsen

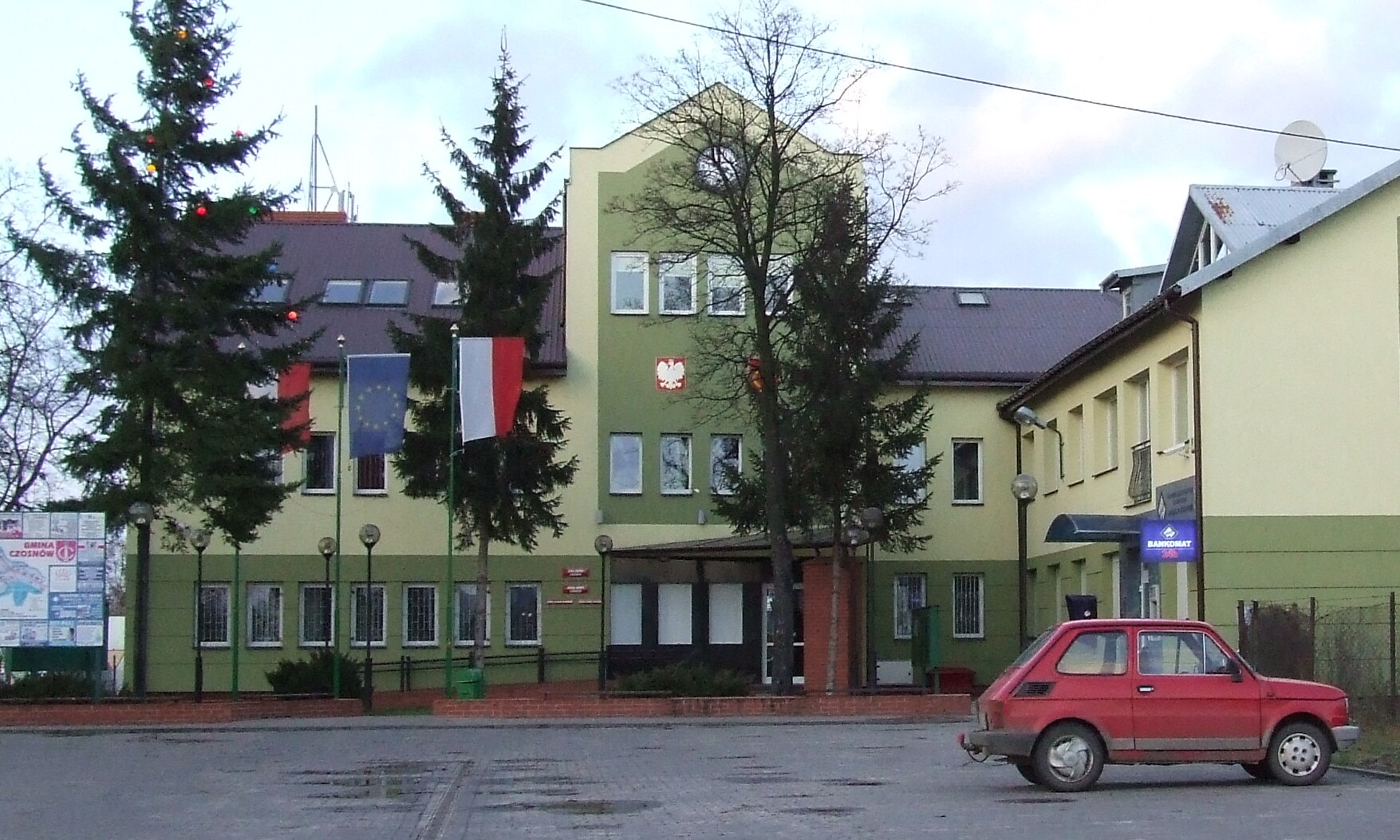
Urząd Gminy Czosnów

Adamówek, Aleksandrów, Augustówek, Brzozówka, Cybulice, Cybulice Duże, Cybulice Małe, Cząstków Mazowiecki, Cząstków Polski, Czeczotki, Czosnów, Dąbrówka, Dębina, Dobrzyń, Izabelin-Dziekanówek, Janów-Mikołajówka, Janówek, Jesionka, Kaliszki, Kazuń-Bielany, Kazuń Nowy, Kazuń Polski, Kiścinne, Wiersze, Łomna, Łomna Las, Łosia Wólka, Małocice, Palmiry, Pieńków, Sady, Sowia Wola, Sowia Wola Folwarczna, Truskawka, Wiersze, Wrzosówka, Wólka Czosnowska.

## Aangrenzende gemeenten
Izabelin, Jabłonna, Leoncin, Leszno, Łomianki, Nowy Dwór Mazowiecki, Zakroczym